# João Guedes
João Carlos Guedes de Carvalho (* 3. Juli 1921 in Matosinhos; † 19. Februar 1983) war ein portugiesischer Schauspieler und Regisseur.

## Leben
Guedes begann seine Karriere als Schauspieler unter der Regie von António Pedro am Teatro Experimental do Porto in Porto. Unter anderem war er 1964 in einer Inszenierung von Arthur Millers Tod eines Handlungsreisenden zu sehen. Daneben arbeitete er mit weiteren Theatergesellschaften und Laienspielgruppen zusammen.
Im Kino übernahm er etwa 15 Spielfilmrollen, darunter in Retalhos da Vida de Um Médico (1962), in Fado Corrido (1964) von Jorge Brum do Canto, in Mudar de Vida (1966) von Paulo Rocha, in Uma Abelha na Chuva (1972) von Fernando Lopes, in Francisca (1981) von Manoel de Oliveira und Veredas (1977) und Silvestre (1981) von João César Monteiro. Seine letzte Rolle war die des Egas Moniz in O Bobo (1987) von José Álvaro Morais. Für das portugiesische Fernsehen RTP inszenierte er eine Reihe von Stücken, so Das Haus auf der Grenze (1969) von Sławomir Mrożek.
Er war der Vater der Schauspielerin Paula Guedes.